# Stretto di Ombai
Lo stretto di Ombai (indonesiano: Selat Ombai, inglese, Ombai Strait) è un braccio di mare che separa l'Isola Alor dall'isola Wetar, Atauro e Timor nelle Piccole Isole della Sonda. Wetar, Alor e la parte occidentale di Timor fanno parte della provincia indonesiana di Nusa Tenggara Orientale, mentre Atauro e la parte orientale di Timor sono possedimento di Timor Est.
Lo stretto, che ha una lunghezza di circa 320 km e una larghezza tra i 32 e i 180 km, collega il Mar di Banda a nord, con il Mar di Savu a sud-ovest, ed è un percorso di navigazione molto importante.